# Juxuhechej
Juxuhechej är en ort i Mexiko.   Den ligger i kommunen Chilón och delstaten Chiapas, i den sydöstra delen av landet, 800 km öster om huvudstaden Mexico City. Juxuhechej ligger 1 070 meter över havet och antalet invånare är 126.
Terrängen runt Juxuhechej är kuperad åt sydväst, men åt nordost är den bergig. Runt Juxuhechej är det ganska tätbefolkat, med 54 invånare per kvadratkilometer. Närmaste större samhälle är Yajalón, 6,2 km nordväst om Juxuhechej. I omgivningarna runt Juxuhechej växer i huvudsak städsegrön lövskog.